# Stazione di Marilleva
Stazione di Marilleva vasútállomás Olaszországban, Trentino-Alto Adige régióban, Mezzana településen.

## Vasútvonalak
Az állomást az alábbi vasútvonalak érintik:
- Trento–Malè–Marilleva-vasútvonal

## Kapcsolódó állomások
A vasútállomáshoz az alábbi állomások vannak a legközelebb: 
- Stazione di Piano di Commezzadura (Stazione di Trento FTM, Trento–Malè–Marilleva-vasútvonal)
- Mezzana railway station (Mezzana railway station, Trento–Malè–Marilleva-vasútvonal)